# Border Down
 (décembre 2018).
Si vous disposez d'ouvrages ou d'articles de référence ou si vous connaissez des sites web de qualité traitant du thème abordé ici, merci de compléter l'article en donnant les références utiles à sa vérifiabilité et en les liant à la section « Notes et références ».
Border Down est un shoot them up à défilement horizontal développé par G.Rev et édité par Sega. Il n'est sorti qu'au Japon sur Naomi et Dreamcast en 2003.

## Scénario
Dans un futur lointain, l'univers n'est plus une terre promise. Les humains ont colonisé Mars, et doivent faire face à  une force extra-terrestre hostile baptisée F.A. (pour First Approach). Pour cela, la Solar System Defense Force a mis au point le R.A.I.N (Remote Artificial Intelligence Network), un système de guidage à distance capable de contrôler l'ANTARES-XX, un vaisseau de combat sans pilote.

## Système de jeu

### Généralités
Le vaisseau possède 3 modes de tir :
- le tir frontal ;
- les lasers à têtes chercheuse ;
- le beam.

Il y a une barre située en bas de l'écran qui augmente légèrement en permanence et rapidement lorsque le joueur détruit des vaisseaux. Cette barre peut être remplie jusqu'à 5 fois et représente les power ups du joueur : au niveau 1 le tir est minable alors qu'au niveau 5 il est très puissant.
Lors de l'utilisation du beam, le vaisseau est invincible et de plus toutes les balles touchées par le laser sont détruites. Le score fonctionne de cette manière : chaque balle détruite par le beam augmente de 1 le break hit. À la fin d'un niveau, ce hit est multiplié par 5000. Le système de score contre les bosses est particulier et incite à prendre des risques : d'habitude le joueur doit éliminer le boss le plus rapidement, alors qu'ici le but est de se rapprocher le plus possible de 0 au compte à rebours pour faire un maximum de points ! Si le joueur dépasse un certain score défini par niveaux, il peut remonter d'une bordure avant de commencer le niveau suivant.

### Level design
Le level design (en français "construction des niveaux") de Border Down est un élément clef du jeu. Le jeu contient 6 niveaux qui sont tous découpés en 3 parties : les deux premières sont le niveau en lui-même, et la dernière partie est consacrée au boss. La Solar System Defense Force ne possède pour réaliser ses objectifs que 3 vaisseaux, qui ont chacun un chemin différent pour chaque niveau : bordure verte, orange ou rouge; lorsque le joueur perd une vie, il descend d'une bordure (d'où le nom Border Down), et recommence la partie de niveau où il était. Plus le joueur descend en bordure, plus les niveaux sont durs, mais plus il est possible de faire du break hit.